# اوریتورکو
اوریتورکو (به اسپانیایی: Uritorco) یک کوه در آرژانتین است که در استان کوردوبا، آرژانتین واقع شده‌است. اوریتورکو ۱٬۹۴۹ متر بالاتر از سطح دریا واقع شده‌است.